# Белђирате
Белђирате (итал. Belgirate) је насеље у Италији у округу Вербано-Кузио-Осола, региону Пијемонт.
Према процени из 2011. у насељу је живело 387 становника. Насеље се налази на надморској висини од 237 м.

## Становништво
| 1931. | 1936. | 1951. | 1961. | 1971. | 1981. | 1991. | 2001. | 2011. |
| ----- | ----- | ----- | ----- | ----- | ----- | ----- | ----- | ----- |
| 553   | 536   | 622   | 631   | 566   | 531   | 510   | 521   | 546   |